# Kirche Mariä Geburt (Fabric)
Die Kirche Mariä Geburt (rumänisch Biserica Nașterea Maicii Domnului) ist eine griechisch-katholische Kirche im II. Bezirk Fabric (deutsch Fabrikstadt) der westrumänischen Stadt Timișoara (deutsch Temeswar). Sie befindet sich an der Piața Alexandru Sterca-Suluțiu Nr. 1 in der Nähe der Bierfabrik in Timișoara.

## Geschichte
Das Gebäude wurde 1765 im österreichischen Barockstil errichtet und beherbergte ursprünglich die römisch-katholische Kirche der Gesegneten Jungfrau Maria, wurde aber nach dem Bau der neuen Millenniumskirche der griechisch-katholischen Pfarrei Fabric 1906 gespendet.
Nach dem Regierungsdekret von 1948 durch Petru Groza, dem Ministerpräsidenten der ersten kommunistischen Regierung Rumäniens, wurde die griechisch-katholische unierte Kirche aufgelöst. Das Gebäude wurde erst 1991 an die griechisch-katholische Kirche zurückgegeben.
Zwischen 1998 und 2008 wurden verschiedene Reparaturen und Renovierungen durchgeführt. Von der ursprünglichen Einrichtung der römisch-katholischen Kirche besteht heute noch die reich verzierte und aus Holz geschnitzte Kanzel. Die Ikonostase wurde zwischen 1910 und 1920 von dem Maler Simionescu erschaffen.